# David Llewellin
David Llewellin, né le 3 mai 1960 à Haverfordwest, est un pilote automobile gallois de rallyes.

## Biographie

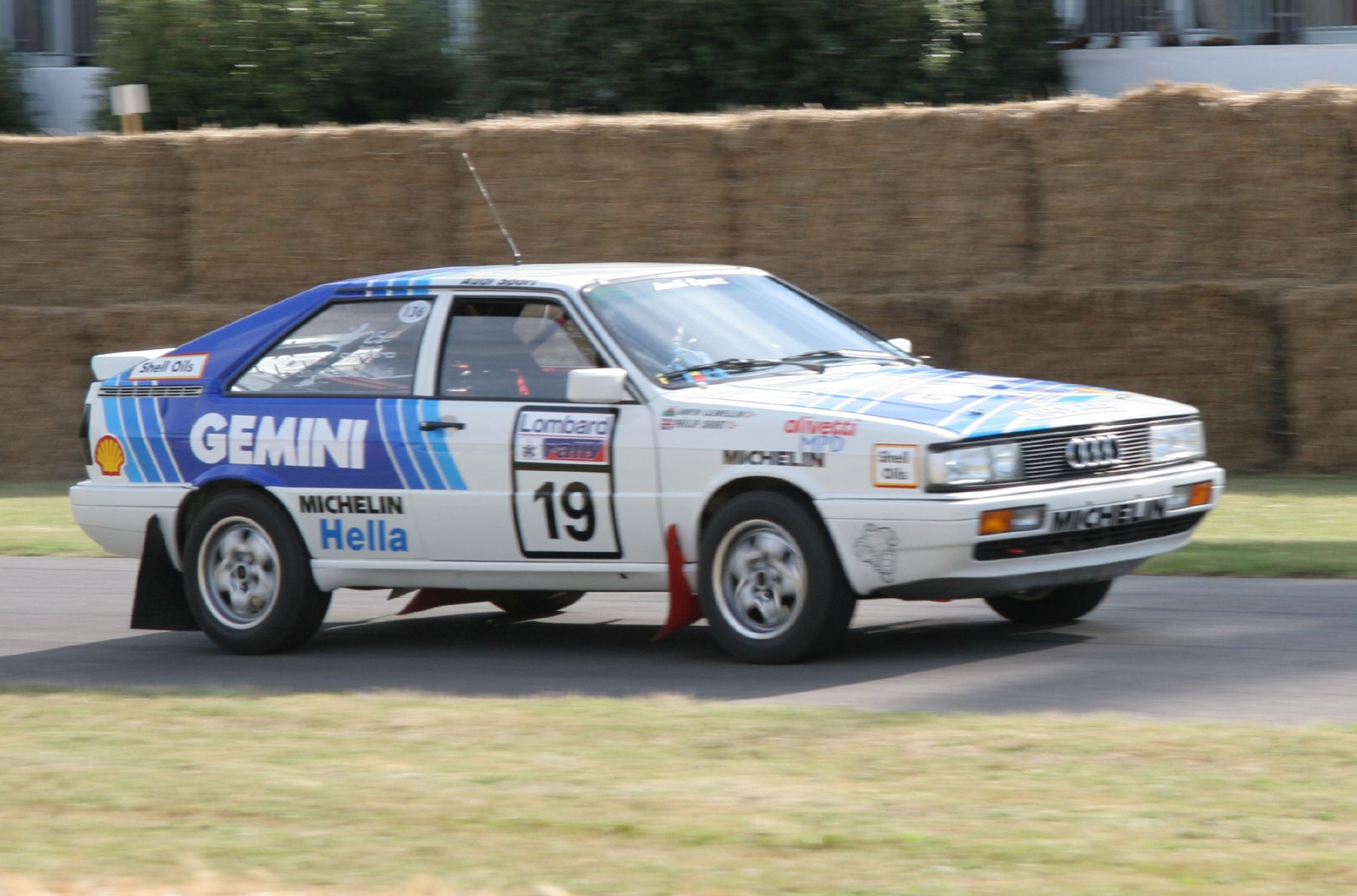
L'Audi Coupé Quattro de D. Llewellin au RAC Rally en 1987 (6e).

Il a participé à 16 épreuves du WRC, entre 1984 et 1994, avec pour meilleur résultat une 6e place au RAC Rally en 1987, ainsi qu’à 22 autres épreuves comptant pour l’ERC, de 1984 à 1995, en utilisant des véhicules de marques Audi, Toyota, Nissan,  et Vauxhall

## Palmarès

### Titres
- Double Champion d'Angleterre des rallyes (BRC): 1989 et 1990, sur  Toyota Celica GT-Four;
  - 3e du championnat d’Europe des rallyes en 1987.

### 6 victoires en ERC
- Circuit d’Irlande: 1986, sur  MG Metro 6R4, et 1990, sur Toyota Celica GT-4, le tout avec Phil Short pour copilote;
- Rallye d'Écosse:  1987, sur Audi Coupé Quattro, puis 1989 et 1990 sur Toyota Celica GT-4, le tout avec Ph. Short;
- Rallye de Chypre: 1987, sur Audi Coupé Quattro, avec Ph. Short;
  - 2e du rallye de l’île de Man en 1986, sur MG Metro 6R4 avec Ph. Short;
  - 2e du Circuit d’Irlande en 1987, sur Audi Coupé Quattro avec Ph. Short.

### 9 victoires en BRC
- Circuit of Ireland: 1986, et 1990;
- Manx International Rally: 1986;
- Scottish Rally: 1987, 1989, et 1990;
- Welsh Rally: 1989 et 1990;
- Cartel Rally: 1989;
- Audi Sport Rally: 1989;
- Ulster Rally: 1990.

### Victoires diverses
- Donegal International Rally (Irlande): 1989, sur Toyota Celica GT-4;
- Rallye Audi Sport: 1991, sur Nissan Pulsar GTi-R, avec Ph. Short;
- Rallye Historique de Neath Valley: 2012, sur Ford Escort RS, avec Ph. Short.

## Récompenses
- National Rally Driver of the Year (Autosport) : 1984 , 1989  et 1990.